# Peniophora parvocystidiata
Peniophora parvocystidiata är en svampart som beskrevs av Boidin & Lanq. 1991. Peniophora parvocystidiata ingår i släktet Peniophora och familjen Peniophoraceae.   Inga underarter finns listade i Catalogue of Life.